# Aeropuerto de Turín-Caselle

Trenes de cercanías de Turín

El Aeropuerto de Turín-Caselle (en italiano: Aeroporto di Torino-Caselle) (IATA: TRN, OACI: LIMF) es un aeropuerto de Italia situado en la ciudad de Turín, en la región del Piamonte. El aeropuerto es uno de los hubs de Alitalia y Air Italy.
El recinto aeroportuario se extiende por los municipios de Caselle Torinese, San Francesco al Campo y San Maurizio Canavese.

## Historia
El aeropuerto fue inaugurado oficialmente en 1953, construido sobre terrenos de un campo de vuelos militar usado durante la Segunda Guerra Mundial. Con el paso de los años ha sido renovado, ampliado y mejorado numerosas veces, la vez más importante en 1989 con objeto de preparar el aeropuerto para el Mundial de Fútbol de Italia 1990, que concluyó en 1994 con la demolición de la vieja torre de control y la inauguración de una nueva terminal aérea dotada de pasarelas móviles para el acceso directo a los aviones.
Otra remodelación importante tuvo lugar en 2005 para prepararse para el incremento del tráfico como consecuencia de los Juegos Olímpicos de Invierno de Turín 2006.

## Pasajeros
Ver fuente y consulta Wikidata.
Los pasajeros del aeropuerto han sido:
- 1994   1.758.936
- 1995   1.836.407
- 1996   2.009.532
- 1997   2.391.902
- 1998   2.464.173
- 1999   2.498.775
- 2000   2.814.850
- 2001   2.820.762
- 2002   2.787.091
- 2003   2.820.448
- 2004   3.141.888
- 2005   3.148.807
- 2006   3.260.974
- 2007   3.509.253
- 2008   3.420.833
- 2009   3.227.258
- 2010   3.560.169
- 2011  3.710.485
- 2012  3.521.847
- 2013 3.160.287
- 2014  3.431.986

## Aerolíneas y destinos

### Destinos nacionales
| Ciudad            | Nombre del aeropuerto                     | Aerolíneas                           | Aeronaves         | Frecuencias semanales |
| Italia            | Italia                                    | Italia                               | Italia            | Italia                |
| ----------------- | ----------------------------------------- | ------------------------------------ | ----------------- | --------------------- |
| Alghero           | Aeropuerto de Alghero-Fertilia            | Volotea (Estacional)                 | A3xxceo           |                       |
| Bari              | Aeropuerto de Bari-Palese                 | Ryanair                              | B737              |                       |
| Bríndisi          | Aeropuerto de Brindisi                    | Ryanair                              | B737              |                       |
| Cagliari          | Aeropuerto de Cagliari-Elmas              | Ryanair Volotea                      | B737 A3xxceo      |                       |
| Catania           | Aeropuerto de Catania-Fontanarossa        | Ryanair Wizz Air                     | B737 A32x         |                       |
| Comiso            | Aeropuerto de Comiso                      | Volotea (inicia 21 de marzo de 2024) | A3xxceo           |                       |
| Crotone           | Aeropuerto de Crotone                     | Ryanair (inicia 2 de junio de 2024)  | B737              |                       |
| Lamezia Terme     | Aeropuerto Internacional de Lamezia Terme | Ryanair                              | B737              |                       |
| Lampedusa         | Aeropuerto de Lampedusa                   | Volotea (Estacional)                 | A3xxceo           |                       |
| Nápoles           | Aeropuerto de Nápoles-Capodichino         | Ryanair Volotea Wizz Air             | B737 A3xxceo A32x |                       |
| Olbia             | Aeropuerto de Olbia-Costa Smeralda        | easyJet Europe (Estacional) Volotea  | A3xx A3xxceo      |                       |
| Palermo           | Aeropuerto de Palermo-Punta Raisi         | Ryanair Volotea                      | B737 A3xxceo      |                       |
| Pescara           | Aeropuerto de Pescara-Abruzzo             | Ryanair (Estacional)                 | B737              |                       |
| Regio de Calabria | Aeropuerto de Regio de Calabria           | Ryanair (inicia 25 de abril de 2024) | B737              |                       |
| Roma              | Aeropuerto de Roma-Fiumicino              | ITA Airways                          | A                 |                       |
| Trapani           | Aeropuerto de Trapani-Birgi               | Ryanair                              | B737              |                       |

### Destinos internacionales
| Ciudades por países | Nombre del aeropuerto                                  | Aerolíneas                                                                               | Aeronaves      | Frecuencias semanales |
| África              | África                                                 | África                                                                                   | África         | África                |
| ------------------- | ------------------------------------------------------ | ---------------------------------------------------------------------------------------- | -------------- | --------------------- |
| Marruecos           |                                                        |                                                                                          |                |                       |
| Casablanca          | Aeropuerto Internacional Mohámmed V                    | Royal Air Maroc                                                                          |                |                       |
| Marrakech           | Aeropuerto de Marrakech-Menara                         | Ryanair                                                                                  | B737           |                       |
| Asia                |                                                        |                                                                                          |                |                       |
| Israel              |                                                        |                                                                                          |                |                       |
| Tel Aviv            | Aeropuerto Internacional Ben Gurión                    | Ryanair (suspendido)                                                                     | B737           |                       |
| Europa              |                                                        |                                                                                          |                |                       |
| Albania             |                                                        |                                                                                          |                |                       |
| Tirana              | Aeropuerto Internacional de Tirana                     | Wizz Air                                                                                 | A32x           |                       |
| Alemania            |                                                        |                                                                                          |                |                       |
| Fráncfort del Meno  | Aeropuerto de Fráncfort del Meno                       | Air Dolomiti                                                                             | E1             |                       |
| Múnich              | Aeropuerto Internacional de Múnich                     | Air Dolomiti                                                                             | E1             |                       |
| Bélgica             |                                                        |                                                                                          |                |                       |
| Charleroi           | Aeropuerto de Charleroi Bruselas-Sur                   | Ryanair (Estacional)                                                                     | B737           |                       |
| Dinamarca           |                                                        |                                                                                          |                |                       |
| Copenhague          | Aeropuerto de Copenhague-Kastrup                       | Ryanair SAS (Estacional)                                                                 | B737           |                       |
| España              |                                                        |                                                                                          |                |                       |
| Alicante            | Aeropuerto de Alicante-Elche                           | Ryanair (Estacional)                                                                     | B737           |                       |
| Barcelona           | Aeropuerto de Barcelona-El Prat                        | Ryanair Vueling                                                                          | B737 A3xx      |                       |
| Ibiza               | Aeropuerto de Ibiza                                    | Ryanair (Estacional)                                                                     | B737           |                       |
| Lanzarote           | Aeropuerto César Manrique-Lanzarote                    | Ryanair                                                                                  | B737           |                       |
| Madrid              | Aeropuerto de Madrid-Barajas                           | Iberia Ryanair                                                                           | A3xx B737      |                       |
| Málaga              | Aeropuerto de Málaga-Costa del Sol                     | Ryanair (Estacional)                                                                     | B737           |                       |
| Sevilla             | Aeropuerto de Sevilla                                  | Ryanair                                                                                  | B737           |                       |
| Valencia            | Aeropuerto de Valencia                                 | Ryanair                                                                                  | B737           |                       |
| Francia             |                                                        |                                                                                          |                |                       |
| Beauvais            | Aeropuerto de Beauvais-Tillé                           | Ryanair (Estacional)                                                                     | B737           |                       |
| París               | Aeropuerto de París-Charles de Gaulle                  | Air France                                                                               |                |                       |
| París               | Aeropuerto de París-Orly                               | Volotea                                                                                  | A3xxceo        |                       |
| Grecia              |                                                        |                                                                                          |                |                       |
| Corfú               | Aeropuerto Internacional de Corfú-Ioannis Kapodistrias | Ryanair (Estacional)                                                                     | B737           |                       |
| Irlanda             |                                                        |                                                                                          |                |                       |
| Dublín              | Aeropuerto de Dublín                                   | Ryanair TUI Airways (Estacional)                                                         | B737 B7x7      |                       |
| Shannon             | Aeropuerto Internacional de Shannon                    | Ryanair (Estacional)                                                                     | B737           |                       |
| Irlanda del Norte   |                                                        |                                                                                          |                |                       |
| Belfast             | Aeropuerto Internacional de Belfast                    | Ryanair (Estacional) TUI Airways (Estacional)                                            | B737 B7x7      |                       |
| Lituania            |                                                        |                                                                                          |                |                       |
| Vilna               | Aeropuerto Internacional de Vilna                      | AirBaltic Ryanair                                                                        | A220-371 B737  |                       |
| Malta               |                                                        |                                                                                          |                |                       |
| La Valeta           | Aeropuerto Internacional de Malta                      | Ryanair                                                                                  | B737           |                       |
| Países Bajos        |                                                        |                                                                                          |                |                       |
| Ámsterdam           | Aeropuerto de Ámsterdam-Schiphol                       | KLM                                                                                      |                |                       |
| Polonia             |                                                        |                                                                                          |                |                       |
| Cracovia            | Aeropuerto de Cracovia-Juan Pablo II                   | Ryanair (Estacional)                                                                     | B737           |                       |
| Varsovia            | Aeropuerto de Varsovia-Chopin                          | Wizz Air (Estacional)                                                                    | A32x           |                       |
| Portugal            |                                                        |                                                                                          |                |                       |
| Oporto              | Aeropuerto de Oporto-Francisco Sá Carneiro             | Ryanair                                                                                  | B737           |                       |
| Reino Unido         |                                                        |                                                                                          |                |                       |
| Birmingham          | Aeropuerto Internacional de Birmingham-West Midlands   | Jet2.com (Estacional) Ryanair (Estacional) TUI Airways (Estacional)                      | B737 B7x7      |                       |
| Bristol             | Aeropuerto Internacional de Brístol                    | easyJet (Estacional) Ryanair (Estacional) TUI Airways (Estacional)                       | A3xx B737 B7x7 |                       |
| East Midlands       | Aeropuerto de East Midlands                            | TUI Airways (Estacional)                                                                 | B7x7           |                       |
| Edimburgo           | Aeropuerto de Edimburgo                                | Jet2.com (Estacional)                                                                    |                |                       |
| Glasgow             | Aeropuerto de Glasgow Prestwick                        | TUI Airways (Estacional)                                                                 | B7x7           |                       |
| Londres             | Aeropuerto de Londres-Gatwick                          | British Airways easyJet TUI Airways (Estacional)                                         | A3xx B7x7      |                       |
| Londres             | Aeropuerto de Londres-Heathrow                         | British Airways (Estacional)                                                             |                |                       |
| Londres             | Aeropuerto de Londres-Luton                            | easyJet (Estacional) Ryanair (Estacional)                                                | A3xx B737      |                       |
| Londres             | Aeropuerto de Londres-Stansted                         | Ryanair TUI Airways (Estacional)                                                         | B737 B7x7      |                       |
| Mánchester          | Aeropuerto de Mánchester                               | easyJet (Estacional) Jet2.com (Estacional) Ryanair (Estacional) TUI Airways (Estacional) | A3xx B737 B7x7 |                       |
| Newcastle upon Tyne | Aeropuerto de Newcastle upon Tyne                      | TUI Airways (Estacional)                                                                 | B7x7           |                       |
| República Checa     |                                                        |                                                                                          |                |                       |
| Praga               | Aeropuerto de Praga                                    | Ryanair (Estacional)                                                                     | B737           |                       |
| Rumania             |                                                        |                                                                                          |                |                       |
| Bacău               | Aeropuerto Internacional de Bacău                      | Dan Air                                                                                  | A3xxceo        |                       |
| Bucarest            | Aeropuerto Internacional de Bucarest-Henri Coandă      | Wizz Air                                                                                 | A32x           |                       |
| Iași                | Aeropuerto Internacional de Iași                       | Wizz Air                                                                                 | A32x           |                       |
| Suecia              |                                                        |                                                                                          |                |                       |
| Estocolmo           | Aeropuerto de Estocolmo-Arlanda                        | Ryanair (Estacional)                                                                     | B737           |                       |
| Turquía             |                                                        |                                                                                          |                |                       |
| Estambul            | Aeropuerto de Estambul                                 | Turkish Airlines                                                                         | B38M           |                       |